# Kohäsion (Chemie)

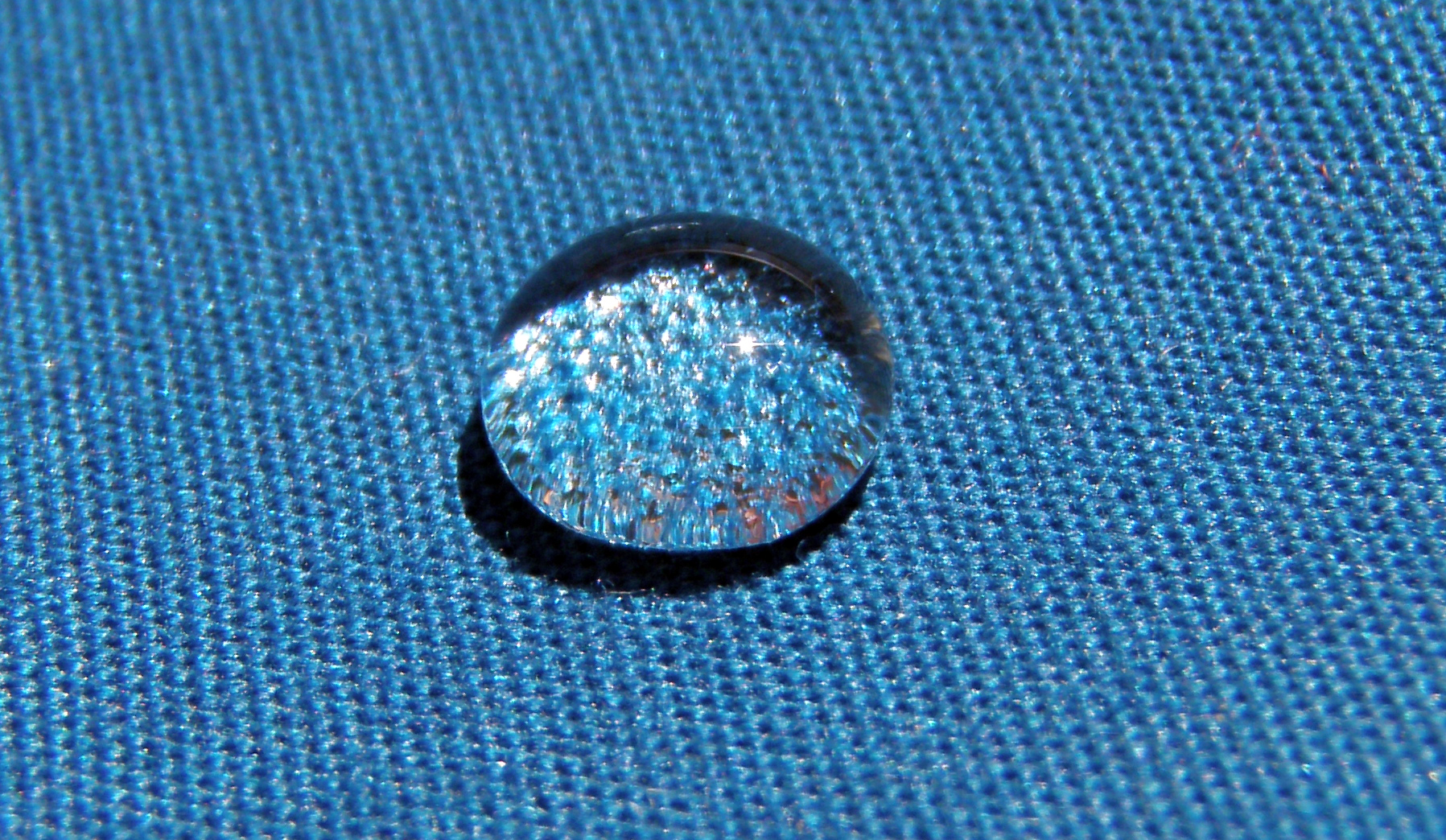
Wasserperle im Gleichgewicht von Kohäsion und Gravitation

Als Kohäsion (von lateinisch cohaesum, Partizip II von: cohaerere „zusammenhängen“) bezeichnet man in der Physik und Chemie die Bindungskräfte zwischen Atomen sowie zwischen Molekülen innerhalb eines Stoffes. Die Kräfte sorgen für seinen Zusammenhalt. Sie wirken in Gasen, Flüssigkeiten oder in Festkörpern und führen an den Oberflächen eines flüssigen Stoffes zur Oberflächenspannung. Die Adhäsion beruht hingegen auf Bindungskräften zwischen zwei unterschiedlichen Phasen.

## Kohäsionsenergie
Die einfachste Art der plastischen Verformung ist die Entfernung eines Teilchens. Die Energie, die notwendig ist, um ein Teilchen aus einem unendlich ausgedehnten idealen Kristall zu entfernen, ist die Kohäsionsenergie:
{\displaystyle E_{\text{coh}}:=\sum _{i=1;i\neq j}^{N}{\frac {1}{N}}\Phi _{ij}(r_{ij})}
Dabei ist {\displaystyle N} die Zahl der Teilchen im System und {\displaystyle \Phi _{ij}(r_{ij})} die Wechselwirkungsenergie zwischen zwei Teilchen {\displaystyle i} und {\displaystyle j} unter grober Vernachlässigung der Mehrkörperterme.

## Ursachen
Die Kohäsion wird durch folgende Wechselwirkungen verursacht:
- durch chemische Bindungen innerhalb von chemischen Verbindungen
- durch zwischenmolekulare Kräfte, wie Van-der-Waals-Wechselwirkungen und Wasserstoffbrückenbindungen
- durch mechanische Verschlaufung fadenförmiger Makromoleküle oder Verfilzung faserförmiger Stoffe

## Klebstoffe
Bei Klebstoffen bezeichnet Kohäsion die Kräfte, die den Zusammenhalt des Klebstoffs bewirken. Diese Kohäsionskräfte bestimmen einerseits die Zähigkeit (Viskosität) und das Fließverhalten (Rheologie) des noch nicht verfestigten Klebstoffs und somit u. a. seine Verarbeitungseigenschaften. Andererseits bestimmen sie zusammen mit den Adhäsionskräften die Festigkeit der Klebung gegenüber mechanischen Beanspruchungen. Die Kohäsionskräfte in einem Klebstoff werden durch Kennwerte wie Zugfestigkeit, E-Modul, Reißdehnung, Temperaturfestigkeit oder Shore-Härte beschrieben und sollten nicht mit den Festigkeitseigenschaften einer Klebung wie Zugscherfestigkeit und Schubmodul verwechselt werden.